# Японская кошачья акула-парматурус
Японская кошачья акула-парматурус (лат. Parmaturus pilosus) — малоизученный глубоководный вид рода кошачьих акул-парматурусов (Parmaturus) семейства кошачьих акул (Scyliorhinidae). Обитает в западной части Тихого океана. Максимальный размер 64 см.

## Таксономия
Впервые описан в 1906 году в бюллетене Музея сравнительной биологии. Голотип представляет собой неполовозрелого самца длиной 54,4 см, пойманного в Сагами Бэй, Япония, а на глубине 786 м.

## Ареал и среда обитания
Этот вид обитает в северо-западной части Тихого океана, в средней части материкового склона у берегов Японии, Тайваня и в Восточно-Китайском море на глубине 358—895 м.

## Описание
У японской кошачьей акулы-парматуруса мягкое тело со сравнительно коротким, широким и закруглённым рылом. Ноздри обрамлены широкими кожаными складками. Основание первого спинного плавника расположено немного позади основания брюшных плавников. Первый и второй спинные плавники приблизительно одинакового размера. По дорсальной и вентральной границе хвостового плавника пролегает гребень из увеличенных чешуек. Второй спинной плавник меньше анального плавника. Его основание сдвинуто назад относительно основания анального плавника.

## Биология
Максимальный размер составляет 64 см. Вероятно, размножается, откладывая яйца. Возможно, самки достигают половой зрелости при длине 59—64 см. В печени этих акул обнаружена высокая концентрация сквалена, что характерно для глубоководных рыб.

## Взаимодействие с человеком
Опасности для человека не представляет. Коммерческой ценности не имеет. Возможно, в качестве прилова попадает в донные глубоководные тралы.